# Koksib
Koksibi so nesteroidne protivnetne učinkovine, ki selektivno zavirajo encim ciklooksigenaza 2 in s tem zmanjšajo vnetje in občutenje bolečine, hkrati pa izkazujejo manjše tveganje za nastanek želodčnih razjed kot neselektivni zaviralci ciklooksigenaze.

## Mehanizem delovanja
Kot vsa nesteroidna protivnetna zdravila tudi koksibi zavirajo encim ciklooksigenazo, ki pretvarja arahidonsko kislino v prostaglandine. Obstajata najmanj dve izoobliki tega encima, ciklooksigenaza 1 (COX-1) in ciklooksigenaza 2 (COX-2). Ciklooksigenaza 1 je konstitutivna in je normalno prisotna v prebavilih, ledvicah in krvnih ploščicah. Med drugim je odgovorna za izločanje tromboksana, ki je močna proagregacijska snov (spodbuja strjevanje krvi). Zaviranje COX-1 povzroča neželene učinke na prebavilih in preprečuje trombembolične zaplete.
Ciklooksigenaza 2 je inducibilna in nastaja predvsem v patoloških pogojih vnetja zaradi delovanja citokinov in rastnih dejavnikov. Odgovorna je za nastanek prostaglandina E2 (PGE2), ki je najpomembnejši posrednik vnetja. Ta zmanjšuje prag za bolečino in tako poveča učinke algogenih substanc, npr. bradikinina in histamina, zvišuje pa tudi telesno temperaturo. Zato zdravila, ki zavirajo COX-2, blažijo bolečino in vnetje in zmanjšujejo telesno temperaturo.
Selektivnost zaviranja določene izooblike encima je pri različnih nesteroidnih protivnetnih učinkovinah različna, kar ugotavljajo s posebnimi metodami in celičnimi sistemi in vivo ter in vitro. Nekateri klasični neselektivni zaviralci COX zavirajo obe izoobliki skoraj enako (npr. naproksen, ketoprofen), nekateri pa so bolj specifični za COX-2 (etodolak, ibuprofen ...). Koksibi pa so novejši zaviralci ciklooksigenaz (npr. celekoksib, rofekoksib), ki selektivno zavirajo le COX-2.

## Predstavniki
- celekoksib (ATC: M01AH01)
- rofekoksib (ATC: M01AH02) (umaknjen s tržišča leta 2004 zaradi povečanega tveganja za srčno in možgansko kap)[4]
- valdekoksib (ATC: M01AH03)
- parekoksib (ATC: M01AH04)
- etorikoksib (ATC: M01AH05)
- lumirakoksib (ATC: M01AH06)

## Indikacije
Koksibi so primerni za protibolečinsko zdravljenje pri bolnikih z večjim tveganjem za krvavitve v prebavila in po natančni oceni tveganja za srčnožilne zaplete.
Vedno več je tudi dokazov, da bi koksibi lahko preprečili nastanek ali ustavili napredovanje raznih oblik rakavih obolenj. Ugotovili so namreč, da je izražanje inducibilnega encima COX-2 pri nekaterih oblikah raka močno povečano, kar nedvomno pomembno vpliva na nastanek in napredovanje raznih rakavih tumorjev. Ameriški urad za prehrano in zdravila je za celekoksib že odobril uporabo pri familiarni adenomatozni polipozi. Koksibi so trenutno tudi predmet študij glede učinkovitosti pri raku dojke in prvi rezultati nakazujejo koristi takega zdravljenja.

## Neželeni učinki
Koksibi imajo pri kratkotrajni uporabi manjše tveganje za neželene učinke na prebavilih (dispepsija, razjede, krvavitve); tveganje pa se lahko dodatno zmanjša s sočasnim dajanjem zaviralca protonske črpalke. So pa koksibi povezani z večjim tveganjem za trombotične dogodke (srčna in možganska kap), vendar novejše študije podobno ugotavljajo tudi za klasične nesteroidne protivnetne učinkovine.
Po umiku rofekoksiba s trga leta 2004 je Evropska agencija za zdravila (EMA) začela intenzivno zbirati
podatke o srčno-žilni varnosti ostalih nesteroidnih protivnetnih zdravil, tudi neselektivnih
zaviralcev COX. Zbrani podatki nakazujejo na to, da selektivno zaviranje COX-2 ni bistveni dejavnik pri pojavu trombotičnih dogodkov in da je jemanje visokih odmerkov neselektivnih zaviralcev ciklooksigenaze tudi povezano s povečanim tveganjem za njihov nastanek.